# KF-26777
KF-26777 je lek koji deluje kao potentan i selektivan antagonist adenozinskog A3 receptora, nanomolarnim afinitetom (A3 [[Konstanta disocijacije|) i visokom selektivnošću u odnosu na druge adenozinske receptore. Jednostavni ksantinski derivati kao što je kofein i  generalno imaju nizak afinitet za A3 receptor, te moraju da budu prošireni dodatkom aromatične grupe.